# Anento
Anento è un comune spagnolo di 116 abitanti situato nella comunità autonoma dell'Aragona.
- Sitio Web de Anento,